# Guitarrista
Guitarrista è un album prodotto in studio del chitarrista New Age Armik, uscito nel 2007.

## Tracce
1. Guitarrista
2. Felipe's Charm
3. Fire Within
4. Besos De Amor
5. Fantasia De Guitarra
6. August Moon
7. Maui Sunsets
8. Road To Hana
9. My Sunshine
10. Torremolinos
11. Noche De Guitarra